# إيرنست بورغنين
وُلد إرنست بورغنين باسم إرميز إيفرون بورغنينو، 24 يناير 1917، وتوفي 8 يوليو 2012. كان بورغنين ممثلًا أميركيًا امتدت مسيرته نحو ستة عقود. عُرف بصوته الأجش الهادئ وابتسامته العريضة جدًا وأسنانه المتباعدة. وهو ممثل مشهور، ظهر ضيفًا في العديد من البرامج الحوارية وعضو لجنة في العديد من العروض. بدأت مهنة بورغنين في التمثيل عام 1951، وتضمنت أدوارًا مساعدة في تشاينا كورسير (1951) ومن هنا إلى الخلود (1953) وفيرا كروز (1954) وباد داي آت بلاك روك (1955) وذي وايلد بنش (1969). ولعب أدوارًا رئيسية في العديد من الأفلام، حاز جائزة أوسكار أفضل ممثل عن فيلم مارتي (1955). حقق نجاحات مستمرة في المسلسل الكوميدي بحرية مكهيل (1962-1966)، إذ لعب دور الشخصية الرئيسية، وشارك في البطولة بدور دومينيك سانتيني في مسلسل الحركة إير وولف (1984-1986)، إضافةً إلى العديد من الأدوار المختلفة.
ترشح بورغنين لثالث مرة لجائزة إيمي برايم تايم بعمر 92 عام 2009 عن دوره في مسلسله الأخير إي آر. عُرف بصوت مرميد مان في السلسلة الكارتونية سبونج بوب سكوير بانتس 1999 - 2012. وحل محل الراحل فيك تايباك في الأداء الصوتي لشخصية كارفيس كاروثرس في عملين هما كل الكلاب تذهب إلى الجنة 2 (1996) والسلسلة الكارتونية بنفس الاسم (1996-1998).

## النشأة
ولِد بورغنين (إرميز إيفرون بورغنينو) في 24 يناير 1917 في هامدن، كونيتيكت، لأبوين مهاجرين إيطاليين. والدته آنا (1894-1949)، من كاربي، بالقرب من مودينا، أما والده كاميلو بورغنينو (1891-1975) فكان من مواطني أوتيغلو بالقرب من أليساندريا. انفصل والدا بورغنين عندما كان في الثانية من عمره، ثم عاش مع والدته في إيطاليا مدة 4 سنوات ونصف. تصالح والديه بحلول عام 1923، تغير اسم العائلة من بورغنينو إلى بورغنين، وغيّر والده اسمه الأول إلى تشارلز. أصبح لدى بورغنين أخت صغرى اسمها إيفيلين بورغنين فيلاردي (1925-2013). استقرت العائلة في نيو هافن، كونيتيكت، حيث تخرّج بورغنين في مدرسة جيمس هيلهاوس الثانوية. اهتم بالرياضة خلال نشأته لكنه لم يُبد أي اهتمام بالتمثيل.

## الخدمة البحرية
انضم بورغنين إلى البحرية الأميركية في أكتوبر 1935، بعد تخرجه في المدرسة الثانوية. خدم على متن مدمرة/كاسحة ألغام، وسُرح بشرف من البحرية في أكتوبر 1941. ثم انضم من جديد في يناير 1942 بعد الهجوم على بيرل هاربر. تولى دوريات على ساحل المحيط الأطلسي على متن سفينة حربية مضادة للغواصات في أثناء الحرب العالمية الثانية. سُرح من البحرية بشرف في سبتمبر 1945. بعد أن خدم قرابة عشر سنوات، وحصل على درجة زميل مدفعي من الدرجة الأولى. شملت مكافآته العسكرية ميدالية حسن سلوك البحرية ووسام خدمة الدفاع الأمريكي وميدالية الأسطول ووسام الحملة الأمريكية والنجمة البرونزية ووسام نصر الحرب العالمية الثانية.
حصل بورغنين عام 1997 على جائزة لون سايلور، وهو رمز البحرية الأمريكية. حصل بورغنين على لقب أفضل المحاربين القدامى من مؤسسة المحاربين في ديسمبر 2000. ونال اللقب الشرفي رقيب أول بحري من تيري د. سكوت ضابط البحرية في أكتوبر 2004. أُقيم حفل تكريم بورغنين قرب النصب التذكاري للبحرية الأميركية في العاصمة واشنطن. حصل على تكريم خاص لخدمته في البحرية ودعمه للعائلة البحرية في جميع أنحاء العالم. وحصل على ميدالية كاليفورنيا للشكر عام 2007.

## مهنة التمثيل

### المهنة المبكرة
عاد بورغنين إلى منزل والديه في ولاية كونيتيكت بعد خروجه من البحرية دون عمل للعودة إليه وبلا اتجاه. قال في مقابلة له مع معهد الفيلم البريطاني عن مهنته وحياته: «بعد الحرب العالمية الثانية، لم نرد المشاركة في الحرب. لم أرد أن أكون فتى كشافة حتى. عدت إلى المنزل وقلت إنني مررت بالبحرية، والآن ماذا نفعل؟ لذلك عدت إلى المنزل لأمي، وبعد أسابيع من التربيت وأبليت حسنًا وكل شيء آخر، ذات يوم قالت: حسنًا؟، كما تفعل الأمهات. ما يعني: حسنًا، هل ستحصل على عمل أم ماذا؟».
عمل في مصنع محلي، لكنه كان غير راغب بالاستقرار في هذا النوع من العمل. شجعته والدته على ممارسة مهنة أفضل واقترحت عليه أن شخصيته ستكون مناسبة تمامًا للمسرح. فاجأ والدته بالأخذ بالاقتراح، مع أن والده لم يتحمس على الإطلاق. يروي بورغنين: «قالت: أنت تحب الظهور دائمًا أمام الناس وتجعل من نفسك مغفلًا، فلمَ لا تجربها؟ كنت جالسًا على طاولة المطبخ ورأيت هذا الضوء. لست أمزح. بدا الأمر جنونيًا. وبعد عشر سنوات، سلمتني غريس كيلي جائزة الأوسكار».

### المسرح
درس التمثيل في مدرسة راندل للمسرح في هاتفورد، ثم انتقل إلى فرجينيا إذ أصبح عضوًا في مسرح بارتر في أبينغدون، فرجينيا. سُمي بهذا الاسم تبعًا للمخرج الذي يسمح للجماهير بمقايضة الإنتاج طوال سنوات الكسب الضئيل بسبب الكساد الهائل. حصل بورغنين على دوره الأول في ستيت أوف ذي يونيون. ورغم أن دوره كان قصيرًا، نال استحسان الجمهور. كان دوره التالي دور ذي جنتلمان كالر في مسرحية الوحوش الزجاجية لتينيسي وليامز. ذهب بورغنين إلى نيويورك عام 1949، حيث ظهر لأول مرة في برودواي بدور ممرض في هارفي. قاده الظهور المتكرر إلى المزيد من الأدوار على المسرح حتى أصبح ممثل شخصيات لعقود.

### أفلام
أدى ظهور الشرير كابتن فيديو على التلفزيون إلى توجه بورغنين للتصوير في فيلم ذا ويسل آت إيتن فالز (1951) لصالح شركة كولومبيا بيكتشرز. انتقل بورغنين إلى لوس أنجلس في تلك السنة، إذ حصل على فرصته الكبيرة في فيلم كولومبيا: من هنا إلى الخلود (1953)، إذ أدى دور الرقيب السادي فاتسو جودسن، الذي هزم سجينًا في شحنته، (فرانك سيناترا في دور أنجلو ماجيو). بنى بورغنين سمعةً بوصفه ممثل شخصيات يمكن الاعتماد عليه، ولعب دور الشرير في أفلامه المبكرة، متضمنةً جوني غيتار وفيرا كروز وباد داي آت بلاك روك.
تألق الممثل عام 1955 ببطولة الجزار الحنون في مارتي، النسخة السينمائية من مسرحية تحمل نفس الاسم. وحصل على جائزة أوسكار أفضل ممثل متفوقًا على فرانك سيناترا وجيمس دين وسبنسر تريسي وجيمس كاغني.
ازدهرت مهنة بورغنين في الأفلام لثلاثة عقود متتالية، تضمنت الأدوار ذا فلايت أوف ذا فينيكس (1965) وذا ديرتي دوزن (1967) وآيس ستايشن زيبرا (1968) وذا بوسيدون أدفنتشر (1972) وإمبراطور الشمال (1973) وكونفوي (1978) وذا بلاك هول (1979) والهروب من نيويورك (1981).
من أهم أدواره دور الهولندي في فيلم الغرب الكلاسيكي ذا وايلد بنش 1969 للمخرج سام بيكنباه. قال بورغنين عن دوره في ذا وايلد بنش: «أظن أنه كان فيلمًا أخلاقيًا. بالنسبة إلي، يجب أن يتضمن كل فيلم نوع من الاخلاق. في الأفلام القديمة، كنا على يقين أن الأشرار ينالون ما يستحقونه دائمًا وينتصر الخير في النهاية. الأمر مختلف قليلًا اليوم. يبدو اليوم أن الأشرار ينتصرون على الخير في النهاية».

### التلفزيون
ظهر بورغنين في مسلسل (كابتن فيديو آند هز فيديو رينجرز) بدءًا من عام 1951. قاده هذا إلى عدد كبير من الأدوار التلفزيونية الناجحة في مسرح جوديير التلفزيوني ومسرح فورد التلفزيوني ومسرح فايرسايد وفورتير جستس ولارامي ومسرح كرايسلر الذي قدمه بوب هوب وران فور يور لايف وليتل هاوس أون ذا برايري (حلقة من جزئين بعنوان ذا لوف إز ماي شفرد) وذا لاف بوت وماغنوم وبي آي وهاي واي تو هافن ومردر وشي روت وواكر وتكساس رينجر وهوم إمبروفمنت وتاتشد باي آن إينجل، والحلقات الاخيرة من مسلسل إي آر والحلقات الأولى من مسلسل واغن ترين، والعديد من الأعمال الأخرى.
ترشح بورغنين لجائزة إيمي عام 2009 بعمر 92 عامًا لأدائه شخصية بول مانينغ في آخر حلقاته من مسلسل إي آر، بعنوان (وفي النهاية). وكان أول ظهور لشخصيته في حلقة سابقة بعنوان (الزمن القديم).

### بحرية مكهيل
عام 1962، وقع بورغنين عقدًا مع يونيفيرسال ستوديوز لأداء دور القائد الفظ المحبوب كوينتن مكهيل. بدأ المسلسل بحلقة خطيرة لمدة ساعة تُسمى سفن أغينست ذا سي، ثم أُعيد صياغتها لاحقًا إلى كوميديا بعنوان بحرية مكهيل، شارك في بطولته جو فلين في دور والي بنغومتن وتيم كونواي في دور تشارلز باركر. ساعد الطاقم المتمرد بي.تي 73 على أن يصبح البرنامج ناجحًا بسرعة في موسمه الأول، إذ أُدرِج ضمن أفضل ثلاثين برنامج تلفزيوني عام 1963.
ازدادت شعبية بورغنين وأصبح رجل البحرية المفضل لدى الجمهور، وترشح لجائزة إيمي لأفضل ممثل في مسلسل كوميدي عام 1963. توقف مسلسل بحرية مكهيل بنهاية الموسم الرابع عام 1966.

## وصلات خارجية
- إيرنست بورغنين على موقع IMDb (الإنجليزية)
- إيرنست بورغنين على موقع الموسوعة البريطانية (الإنجليزية)
- إيرنست بورغنين على موقع روتن توميتوز (الإنجليزية)
- إيرنست بورغنين على موقع مونزينجر (الألمانية)
- إيرنست بورغنين على موقع قاعدة بيانات الأفلام العربية
- إيرنست بورغنين على موقع قاعدة بيانات الأفلام العربية
- إيرنست بورغنين على موقع ألو سيني (الفرنسية)
- إيرنست بورغنين على موقع ميوزك برينز (الإنجليزية)
- إيرنست بورغنين على موقع تيرنر كلاسيك موفيز (الإنجليزية)
- إيرنست بورغنين على موقع أول موفي (الإنجليزية)